# Athanas Wafula Wamunyinyi

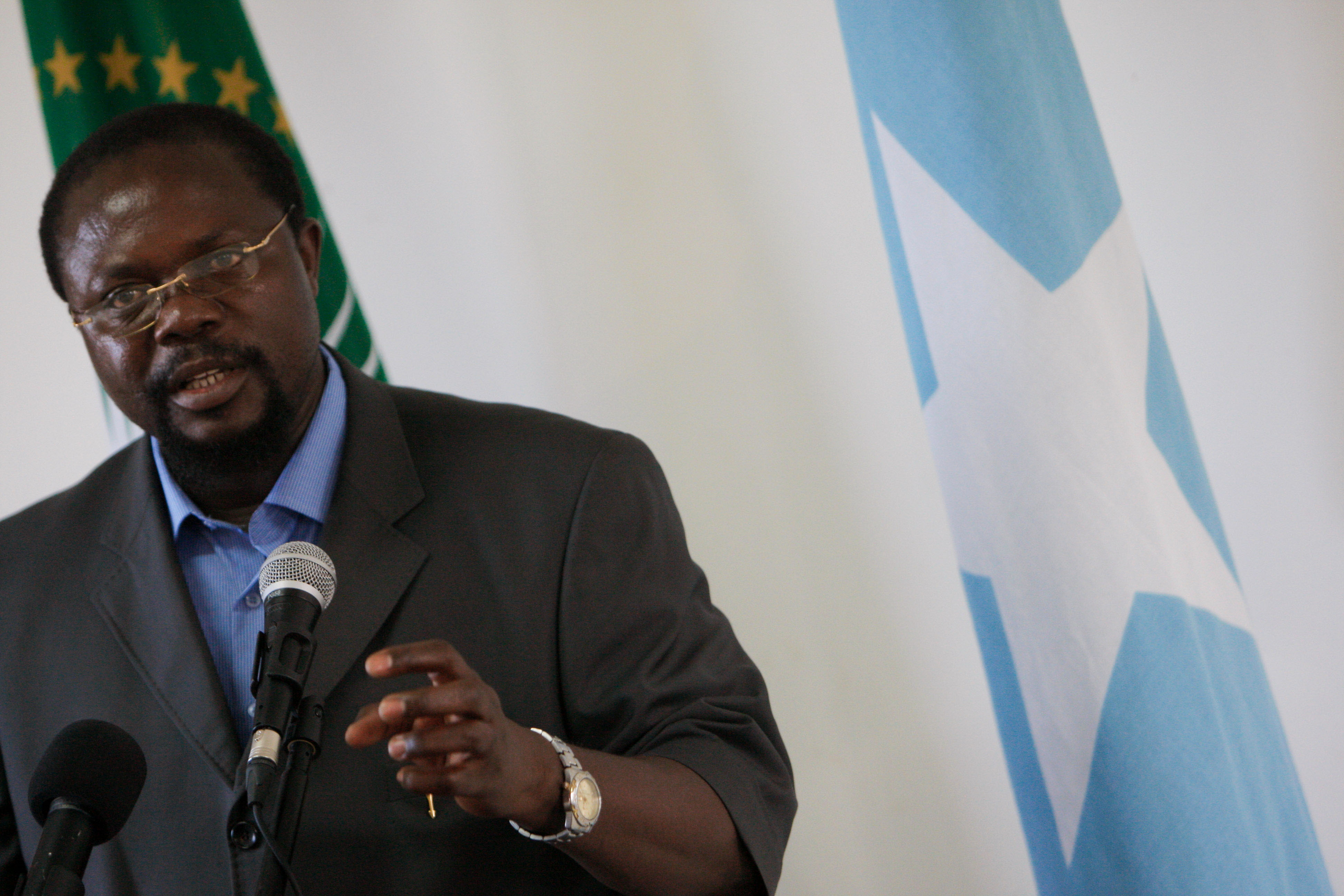
Athanas Wafula Wamunyinyi bei einer Pressekonferenz im Jahr 2012

Athanas Wafula Wamunyinyi, auch Wafula Wamunyinyi genannt, eigentlich Athanas Misiko Wafula Wamunyinyi, (* 1963) ist ein kenianischer Politiker und Diplomat.
Von 1982 bis 1986 war Wamunyinyi Teil der Kenian Police Force. Anschließend von 1987 bis 1997 war der Mann Personalleiter bei der Kilimanjaro Safari Club Group of Companies Er wurde bei der Parlamentswahl in Kenia 1997 als Mitglied von FORD-K und der Parlamentswahl 2002 als Mitglied von NARC für das Kanduyi Constituency in die Nationalversammlung gewählt. Nach seinem Ausscheiden aus dem Parlament war Wamunyinyi etwa um 2011 und 2012 als African Union Deputy Special Representative of the Chairperson of the African Union Commission bei der AMISOM. Wamunyinyi wurde zu den Parlamentswahlen 2013 und Parlamentswahlen 2017 im Kanduyi Constituency erneut gewählt. Im Juni 2020 wurde Wamunyinyi zum Parteiführer von FORD-K gewählt, jedoch hat der Vorgänger Moses Wetangula gesagt er sei de facto immer noch Parteiführer. Wamunyinyi wurde am 8. April 2022 zum Parteiführer von DAP-K gewählt. Bei der Parlamentswahl 2022 trat er für DAP-K an verlor den Sitz jedoch gegen John Makali von FORD-K.
Wamunyinyi hat von 2003 bis 2006 an der University of Nairobi im Bachelor in Psychologie studiert und erneut von 2013 bis 2016 Psychologie im Master studiert. Daneben hat er an der Cambridge University 2012 ein Certificate in Strategic Communication und 2016 am International Centre for Parliamentary Studies-London ein Certificate in Enhanced Security and Accountability erworben.
Der Bruder von Athanas Wafula Wamunyinyi ist Joseph Wamalwa Wekesa, welcher bei einer Familienstreiterei erstochen wurde.